# Мойинкумський район
Мойинку́мський райо́н (каз. Мойынқұм ауданы, рос. Мойынкумский район) — район у складі Жамбильської області Казахстану. Адміністративний центр — село Мойинкум.

## Історія
2015 року село Жиделі та територія площею 5 км² були передані до складу Балуан-Шолацького сільського округу Шуського району.

## Населення
Населення — 28752 особи (2021; 31130 у 2009, 34316 у 1999, 46307 у 1989).

## Склад
До складу району входять 3 сільські адміністрації та 13 сільських округів:
| Поселення                          | Площа, км² | Населення, осіб (1989) | Населення, осіб (1999) | Населення, осіб (2009) | Населення, осіб (2021) | Центр                   | Населені пункти |
| ---------------------------------- | ---------- | ---------------------- | ---------------------- | ---------------------- | ---------------------- | ----------------------- | --------------- |
| Акбакайська сільська адміністрація | -          | 1435                   | 1163                   | 1473                   | 534                    | Акбакай                 | 1               |
| Аксуєцька сільська адміністрація   | -          | 6484                   | 1564                   | 1231                   | 839                    | Аксуєк                  | 1               |
| Мирненська сільська адміністрація  | -          | 668                    | 2054                   | 864                    | 591                    | Мирний                  | 1               |
| Біназарський сільський округ       | 729,60     | 1313                   | 1300                   | 1377                   | 1296                   | Біназар                 | 1               |
| Бірліцький сільський округ         | 808,80     | 4472                   | 3588                   | 3157                   | 2866                   | Бірлік                  | 1               |
| Жамбильський сільський округ       | 1760,00    | 1744                   | 1268                   | 1234                   | 1222                   | Жамбил                  | 1               |
| Карабогетський сільський округ     | 9652,95    | 3960                   | 1989                   | 1603                   | 1394                   | Карабогет               | 3               |
| Кенеський сільський округ          | 578,63     | 2305                   | 1996                   | 1907                   | 2065                   | Айдарли                 | 1               |
| Кизилотауський сільський округ     | 1075,48    | 805                    | 560                    | 576                    | 646                    | Кушаман                 | 1               |
| Кизилтальський сільський округ     | 1815,28    | 2357                   | 1790                   | 1271                   | 1272                   | Кокжелек                | 2               |
| Килишбайський сільський округ      | 3417,51    | 1674                   | 1076                   | 919                    | 870                    | імені Килишбай Єржанули | 1               |
| Минаральський сільський округ      | -          | 1521                   | 1339                   | 1539                   | 1418                   | Минарал                 | 3               |
| Мойинкумський сільський округ      | 1833,80    | 10425                  | 8739                   | 8463                   | 8895                   | Мойинкум                | 1               |
| Уланбельський сільський округ      | -          | 2897                   | 1761                   | 1120                   | 969                    | Уланбель                | 1               |
| Хантауський сільський округ        | -          | 1462                   | 1315                   | 1343                   | 1170                   | Хантау                  | 2               |
| Чиганацький сільський округ        | -          | 2785                   | 2814                   | 3053                   | 2705                   | Шиганак                 | 3               |

## Найбільші населені пункти
| № | Населений пункт | Населення, осіб (1989) | Населення, осіб (1999) | Населення, осіб (2009) | Населення, осіб (2021) |
| - | --------------- | ---------------------- | ---------------------- | ---------------------- | ---------------------- |
| 1 | Мойинкум        | 10240                  | 8739                   | 8463                   | 8895                   |
| 2 | Бірлік          | 4472                   | 3588                   | 3157                   | 2866                   |
| 3 | Шиганак         | 2286                   | 2312                   | 2402                   | 2500                   |
| 4 | Айдарли         | 2305                   | 1996                   | 1907                   | 2065                   |
| 5 | Біназар         | 1313                   | 1300                   | 1377                   | 1296                   |
| 6 | Жамбил          | 1569                   | 1268                   | 1234                   | 1222                   |